# 연포초등학교
연포초등학교는 대한민국 부산광역시 남구에 있는 공립 초등학교이다.

## 학교 연혁
- 1975년 4월 7일: 개교
- 2000년 8월 29일 : 강당 조성
- 2000년 12월 29일 : 정보실 설치
- 2018년 3월 1일 : 남구청 옆으로 확장 이전

## 참고 자료
- 연포초등학교 - 한국교육학술정보원 학교알리미

## 외부
- 연포초등학교  - 공식 웹사이트